# ウィラメット大学

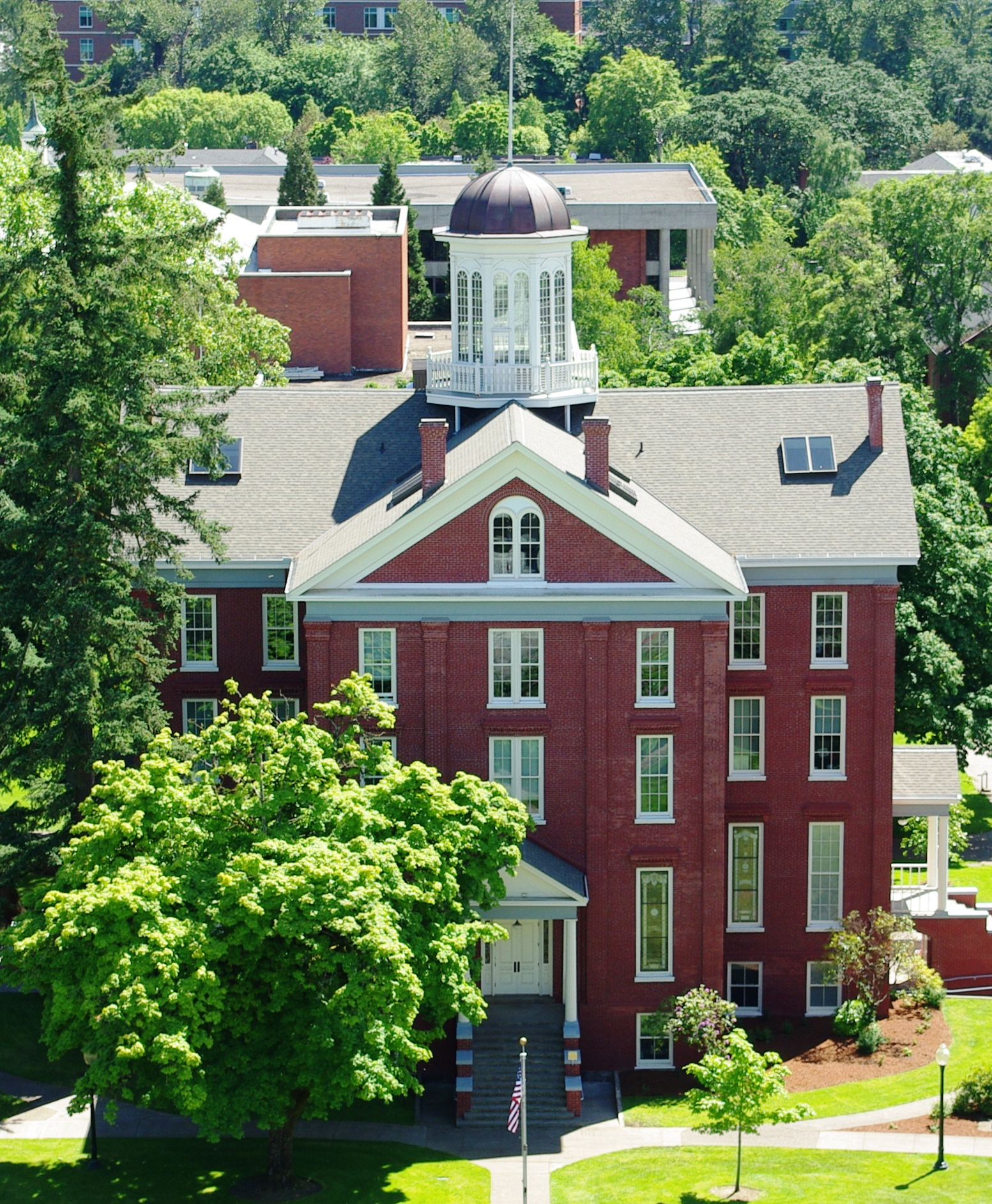

ウィラメット大学（ウィラメットだいがく、Willamette University）はアメリカ合衆国オレゴン州セーラム市にある私立大学である。

## 歴史
1842年に設立され、米国西海岸では最古の歴史を誇り、伝統を重んじる大学としても知られている。

## 学問
教養学部、ロースクール、ビジネススクール、教育学大学院を配し、2,000名を超す学生が学んでいる。
ワシントンD.C.でインターンシップの機会が与えられており、入学難易度は非常に難しいとされる。
MBAプログラムは世界で唯一AACSBInternational(Accredited for Business )とNASPAA(Accredited for Public Management) の２つの評価を受け、プリンストンレビュー社のBest 143 Schoolsにも選ばれ世界23位にランクインする。1983年の「USニューズ&ワールド・レポート」誌では、ウィラメット大学は全米で最も優れた小規模大学であると評価された。また、日本研究でも知られる。
評価
- 全米大学ランキング103位　2014年・フォーブス
- リベラル·アーツ·カレッジ全米25位・オレゴン州1位　2014年・Washington Monthly
- リベラル·アーツ·カレッジ・オレゴン州最高ランク　2014年・USニューズ&ワールド・レポート
- 人生を変える40大学の一つ　en:Colleges That Change Lives

参考文献およびその他の評価

## 日本とのかかわり
東京国際大学 (TIU) とは姉妹校関係にある。交換プログラムは1965年に東京国際大学とウィラメット大学の間で始まり、東京国際大学アメリカ校 (TIUA) は1989年に設立される。カネココモンズの寮にはウィラメット大学生約200名と東京国際大生約150名が入寮しており、両校の教授が互いの大学で教職を取ったりするなど、交流を活発に行っている。

## 組織
- 学長：Stephen Thorsett（2011.7.1～）

## 著名な出身者
- アレックス・J.マンドル（AT&T元CEO、ファイザー取締役、デル取締役）
- マーク・ハットフィールド（政治家）
- サム・ファー（政治家）
- リーサ・マーカウスキー（政治家）
- ジェイ・インスレー（政治家）
- ブルース・ボテリョ（政治家）
- デール・モーテンセン（経済学者、ノーベル経済学賞受賞）
- ハリー・モッシャー（スタンフォード大学名誉教授）
- Jim F. Albaugh（ボーイング元社長、ウィラメット大学理事長）
- Edward Curtis Wells（ボーイング元副社長、スタンフォード大教授、航空設計士）
- Punit Renjen（デロイトCEO、ゴールドマン・サックス取締役）
- Otto Richard Skopil, Jr（合衆国連邦裁判所首席判事）
- Kerry Tymchuk （元労働省次官）
- Stanton D. Anderson（米国商工会議所CEO）
- Sandy Baruah（商務省次官補、元経済協力開発機構代表）
- Greg Zerzan（財務省次官補）
- David Moran（スイス特命全権大使）
- Charles Swindells（ニュージーランド特命全権大使）
- James Cuno（ゲティ財団理事長、元ハーバード大学美術館館長）
- ジェイ・バワーマン（元オレゴン州知事）
- セオドア・サーストン（元オレゴン州知事）
- Gerald Pearson（太陽電池共同発明者、スタンフォード大学名誉教授）
- Patricia C. Smullin（カリフォルニア・オレゴンテレビ（NBC系列）所有者）
- ベリー・ドゥエル（東京国際大学教授）
- 山﨑真彰（プロ野球選手）